# Ушпа
Ушпа — река в России, протекает по Турочакскому району Республики Алтай. Устье реки находится в 190 км по правому берегу реки Бия, в селе Дмитриевка. Длина реки составляет 24 км, площадь водосборного бассейна 214 км².

## Притоки
- 12 км: Калтарак (пр)
- 16 км: Таштарбак (лв)

## Данные водного реестра
По данным государственного водного реестра России относится к Верхнеобскому бассейновому округу, водохозяйственный участок реки — Бия, речной подбассейн реки — Бия и Катунь. Речной бассейн реки — (Верхняя) Обь до впадения Иртыша.